# Schottische Kirche (Dresden)

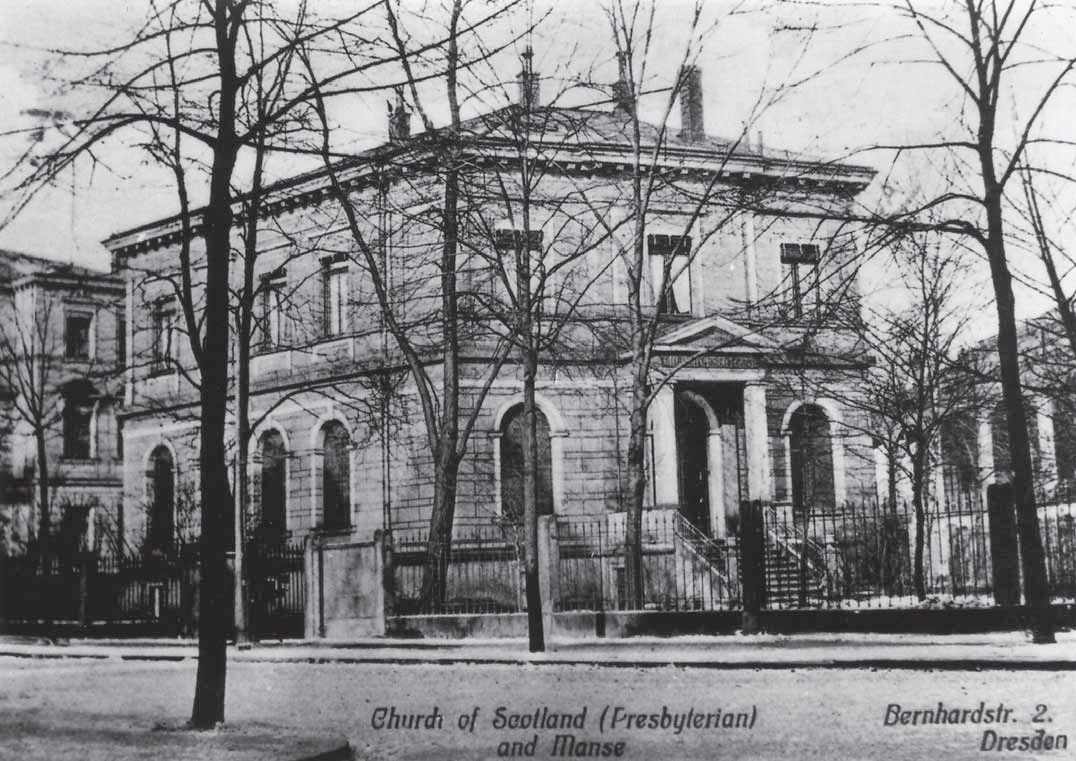
Schottische Kirche um 1900

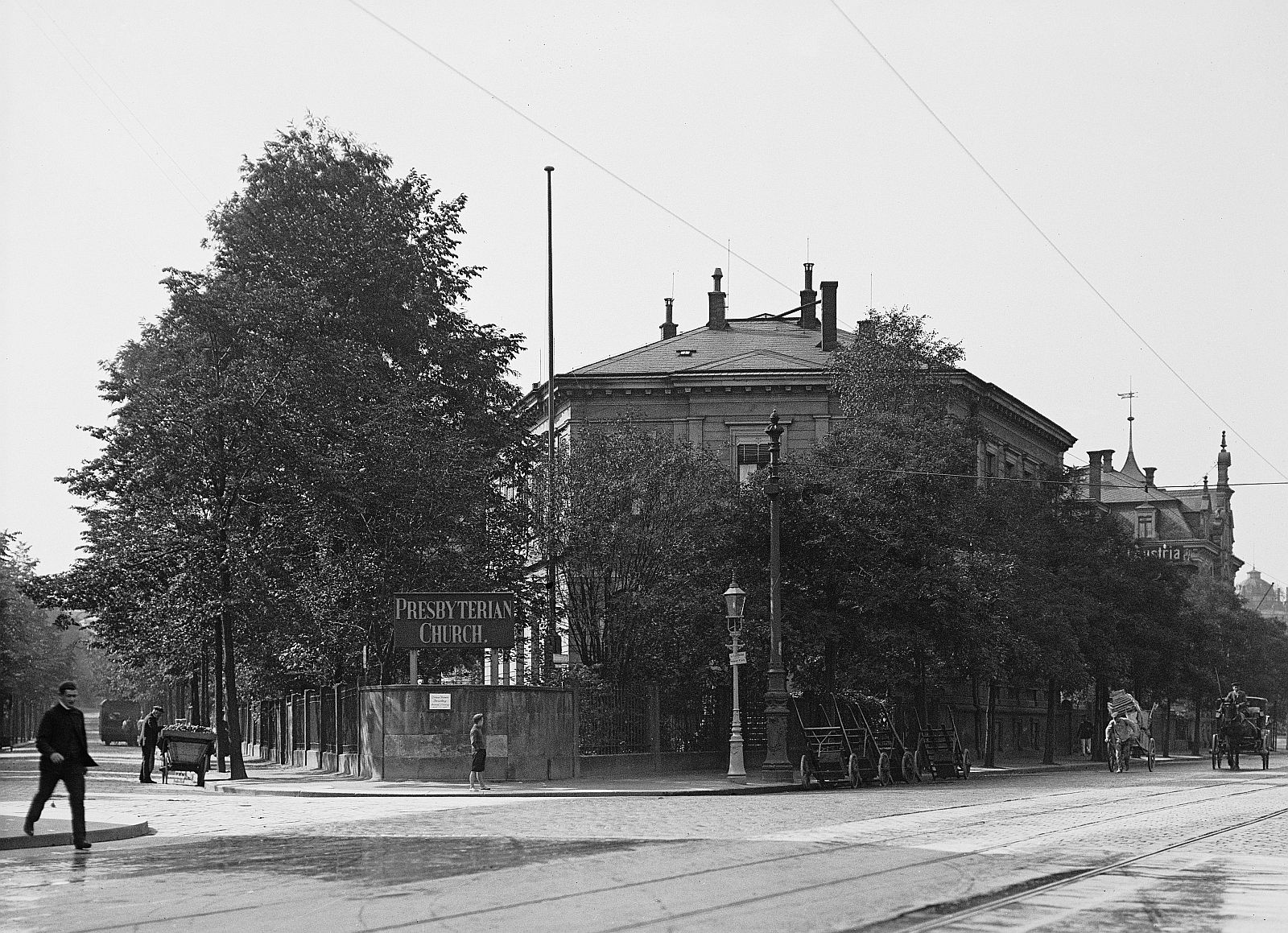
Ansicht um 1910

Die Schottisch-Presbyterianische Kirche war ein villenartiges Kirchengebäude hinter der Südseite des Dresdner Hauptbahnhofs an der Bernhardstraße 2.

## Geschichte und Architektur
Der Wirtschaftsaufschwung der Gründerjahre führte in Dresden zur Entstehung größerer Auslandsgemeinden. Nach den orthodoxen Russen (St. Simeon), den anglikanischen Engländern (All Saints’ Church) und den episkopalen US-Amerikanern (St. John’s Church) errichteten 1884 auch die in Dresden ansässigen Presbyterianer ein eigenes Kirchengebäude. Das Haus im Neorenaissancestil stand hinter der Südseite des Böhmischen Bahnhofs (seit den 1890ern: Hauptbahnhof). Bis dahin wurde ein Gebetssaal in der Seestraße 10 genutzt.
Die architektonische Art lässt den Einfluss von Gottfried Semper vermuten. Es handelte sich um einen zweigeschossigen Sandsteinbau in Form der Dresdner Villenarchitektur. Erd- und Obergeschoss zeigten gut gegliederte Fensterachsen, das Satteldach war flach, ein Turm fehlte. Das Erdgeschoss, mit Marmor verkleidet und Holztäfelung aus Eichenholz, hatte Rundbogenfenster mit christlichen Symbolen. Der Hauptraum, Gemeindesaal, bot 200 Plätze für Andacht und Gebete. An der Eingangsseite befand sich ein großzügig gestalteter, auf zwei Säulen ruhender Vorbau. Eine ebenfalls elegant gestaltete Freitreppe führte in den seitlich gelegenen Gartenpark. Das Obergeschoss war ebenfalls reichlich verziert, mit Holztäfelung aus Eichenholz und mit ornamenthaften Stuckkehlen geschmückt. Der hölzerne Dachaufbau war mit Schieferschindeln gedeckt.
Mit Ausbruch des Ersten Weltkrieges verließen viele Gemeindeglieder Deutschland. Die formal weiterbestehende Gemeinde vermietete das Gebäude ab 1915 an die um die Jahrhundertwende gegründete Adventgemeinde. Während der Bombardierung Dresdens im Februar 1945 zerstört und ausgebrannt, wurde die Ruine um 1953 geräumt und beseitigt.